# 츠네마츠 유리
츠네마츠 유리(일본어: 恒松 祐里, 1998년 10월 9일 ~ )는 일본의 배우이다.
도쿄도 출신. 아뮤즈 소속.

## 출연

### 드라마
- 《루리의 섬》 제6화 (2005년 5월 21일, 닛폰 TV)
- 제7회 TV 아사히 21세기 신인 시나리오 대상 《뾰루지와 여동생》 (2008년 3월 1일, TV 아사히)
- 《미래 유원지 II》 (2008년 3월 28일, TV 아사히) - 미우라 마유(소녀 시절) 역
- 《하늘을 나는 타이어》 제1 ~ 2화 (2009년 3월 29일 ~ 4월 5일, WOWOW)
- 《강철의 여자》 (2010년 5월 ~ 7월, TV 아사히) - 타카다 유리 역
- 《비트 월드》 (2013년 4월 ~ 2015년 3월, NHK 교육 텔레비전) - Q 짱/캔디 마카롱 역
- 《가족 게임》 제9화 (2013년 6월 12일, 후지 TV) - 미즈카미 사라(중학 시절) 역
- 《연속 TV 소설》 마레 제19 ~ 21화 (2015년 4월 20일 ~ 22일, NHK) - 오케사쿠 토모미 역
- 《도S 형사》 제6화 (2015년 5월 16일, 닛폰 TV) - 메구미 역
- 《5→9~나를 사랑한 스님~》 (2015년 10월 ~ 12월, 후지 TV) - 사쿠라바 네네 역
- 《코우노도리》 제7화 (2015년 11월 27일, TBS)
- 《프래자일》제8화 (2016년 3월 2일, 후지 TV) - 카나 역
- 《정말로 있었던 무서운 이야기 여름 특별편 2016》 (2016년 8월 20일, 후지 TV) - 히토미 역
- 대하드라마 《사나다마루》 제37회 (2016년 9월 18일, NHK) - 스에 역
- 《살색의 감독 무라니시》(2021년 6월 24일, 넷플릭스) - 노기 마리코 역

### 영화
- 킬러 버진로드 (2009년, 토호)
- 반쪽 달이 떠오르는 하늘 (2010년, IMJ 엔터테인먼트)
- 오즈·덴오·올라이더 렛츠 고 가면라이더 (2011년, 토에이) - 놋코 역
- 후쿠후쿠쇼의 후쿠 짱 (2014년, 팬텀 필름) - 치호(소녀 시절) 역
- 입술에 노래를 (2015년, 아스믹 에이스) - 나카무라 나즈나 역
- 치킨즈 다이너마이트 (2015년, 영상 산업 진흥 기구)
- 내 이야기!! (2015년, 토호) - 치하루 역
- 산책하는 침략자 (2017년) - 타치바나 아키라 역
- 하루치카 (2017년, KADOKAWA) - 세리자와 나오코 역
- 사쿠라다 리셋 (2017년, 쇼게이트) - 오카 에리 역
- 무지개빛 데이즈 (2018년) - 츠츠이 마리 역
- 3D 여자친구 리얼 걸 (2018년)
- 히 원트 킬, 쉬 원트 다이 (2019년)
- 잔잔한 기다림 (2019년) - 미나미 역
- 라이프 언타이틀드 (2019년)
- 딸기의 노래 (2019년) - 카즈미 역
- 스파이의 아내 (2020년) - 코마코 역
- 도쿄 괴담 (2022년)

### PV
- FUNKY MONKEY BABYS 〈고마워〉 (2013년)
- 타카하시 유 〈내일은 분명 좋은 날이 될 거야〉 (2015년)
- 나오토 인티 레이미 〈Overflows ~말로 표현할 수 없어서~〉 (2016년)